# Phytocoris tibialis
Phytocoris tibialis är en insektsart som beskrevs av Reuter 1876. Phytocoris tibialis ingår i släktet Phytocoris och familjen ängsskinnbaggar. Inga underarter finns listade i Catalogue of Life.